# Брюстер, Джон
Джон Брюстер младший (англ. John Brewster Jr.; 30 или 31 мая 1766 — 1854) — плодовитый глухой художник-портретист, странствовавший по штату Мэн и создавший множество портретов состоятельных жителей Новой Англии.
Согласно Фениморскому музею искусств, Брюстер был характерным глухим художником.

## Семья и ранние годы
Мало что известно о детстве и юности Джона. Он родился в Хамптоне, третьим ребёнком в семье доктора Джона и Мэри Брюстер. Мэри умерла, когда ему было 17 лет. Его отец женился во второй раз, на Рут Эвери из штата Коннектикут, у них родилось четверо детей.
Отец Джона, Джон Брюстер-старший, был потомком Уиллиама Брюстера, одного из первых переселенцев в США, а также являлся членом генеральной ассамблеи штата и постоянным прихожанином местной церкви.
Один из ранних портретов изображает отца и мачеху художника в скромно меблированной комнате, в обычных позах, утончённой, но не шикарной одежде. Мать читает позади отца, а он пишет. Её взгляд направлен на зрителя, а муж глядит в пространство, погружённый в размышления. Примерно в то же время Джон изобразил двух своих младших сестёр, Бетси и Софию: Бетси, двух или трёх лет от роду, держит корзинку с клубникой, а портрет Софии на фоне плоского ландшафта и затянутого облаками неба, вероятно, написан после смерти, так как она умерла до пятого дня рождения.
Так как при жизни Брюстера стандартизированного языка жестов не существовало, он, скорее всего, общался с узким кругом лиц помимо семьи. Знакомый священник научил Джона рисовать, и в 1790-х он уже ездил по Коннектикуту, Мэну, Массачусетсу и восточной части Нью-Йорка, рисуя портреты богатым купцам, знакомым с его родителями.
Младший брат Джона, доктор Роял Брюстер, переехал в Бакстон в 1795 году. Джон либо переехал с ними, либо вскоре после них, рисуя окрестности Портленда в перерывах между визитами в Коннектикут.
Джон изображал на своих картинах детали, подчёркивавшие социальный статус заказчиков: занавески, дорогие полы́, книжные полки. С клиентами он общался, скорее всего, пантомимой и письменно. Ему приходилось путешествовать на дальние расстояния и надолго оставаться в незнакомых местах.
Глухота, возможно, дала Брюстеру преимущества в портретной живописи, в частности, музей Флоренс Гризуолд утверждает, что он способен был схватывать мельчайшие детали взгляда и выражения лица.

## Влияние
Ранние, большие портреты Джона явно созданы под влиянием Джозефа Стюарда, заимствовавшего стиль у Ральфа Эрла (1751—1801), также странствующего художника. На картинах Брюстера те же костюмы, та же композиция и обстановка.
Эрл, в свою очередь, находился под влиянием английского искусства XVIII века с его грандиозными, эффектными формами, как на портретах Рейнольдса и Гейнсборо. Эрл и Брюстер переосмыслили этот стиль, перенеся изображаемых людей в более скромное и повседневное окружение.

## Карьера
В начале XIX века Джон обычно создавал поясные портреты, что позволяло сократить стоимость и усилия; некоторые портреты очень похожи, вплоть до аналогичных костюмов и мебели, отличаясь лишь головами персонажей.
В 1805 году Роял закончил строительство дома в Бакстоне, и Джон переехал к нему. В этом доме он прожил всю оставшуюся жизнь.
Примерно к 1805 году у Брюстера оформился собственный стиль изображения детей во весь рост, в короткой одежде или ночном платье, с мягкими пушистыми волосами и большими глазами, что создавало милый эффект. В то же время, у него продолжались проблемы с перспективой, из-за которых тела выглядели несоразмерно окружению.
Примерно в это время Джон начал чаще подписывать и датировать свои работы. Кроме того, он перешёл от крупных портретов к более мелким и детальным, в которых он обращал особое внимание на лица изображаемых. Незадолго до 1817 года Джон начал путешествовать к клиентам дальше, так как карьера находилась на взлёте.

### Френсис О. Уоттс с птицей
Типичный портрет Джона — «Френсис О. Уоттс с птицей» (англ. Francis O. Watts with Bird) 1805 года, на котором изображён невинно выглядящий мальчик с мужественным лицом в ночном платье. Он держит в руке птицу. На фоне окружающего пейзажа с низкой линией горизонта мальчик выглядит гигантом, или же написан с точки зрения лежащего человека.
На выставке в музее Флоренс Гризуолд картине дана высокая оценка за мирный пейзаж и миловидность изображённого ребёнка. Птица на верёвочке, по утверждению сайта музея, означает смертность, так как птица сможет улететь только если ребёнок умрёт, точно как его душа. Изображение птицы на верёвочке было частым мотивом детских портретов во времена Брюстера, так как высока была детская смертность.

## Обучение
С 1817 по 1820 году Джон прервал карьеру, чтобы изучить недавно созданный для глухих жестовый язык. Он учился в Приюте в Хартфорде, позже переименованном в Американскую школу для глухих.
Брюстер, которому был 51 год, стал самым старшим в классе из семи учеников, чей средний возраст был около 19 лет. Это были его первые в жизни занятия; на них он наблюдал рождение американского жестового языка.

## Поздние годы и оценка культурного вклада
Спустя три года Джон вернулся в Бакстон и к портретной живописи. В этот период он стал ещё сильнее концентрироваться на лицах изображаемых людей.
После 1830-х годов его следы теряются.
На сайте Фениморского музея утверждается, что Джону удавалось передать черты лица деликатно и точно, особенно хорошо ему удавались портреты детей в полный рост. Он создал множество бесценных описаний своего времени.

## Избранные картины
- Boy with Book (1810; неизвестный мальчик с книгой, музей Флоренс Гризуолд);
- Francis O. Watts with Bird (1805, Фениморский музей искусств);
- Dr. John Brewster and Ruth Avery Brewster (ок. 1795—1800, Стёрбриджская деревня[англ.]);
- Mother with Son (Люси Нэпп Миджатт с сыном Джорджем, 1799, Палмерский музей университета штата Пенсильвания);
- James Prince and Son, William Henry (1801, коллекция Исторического общества Олд-Ньюбери);
- Woman in a Landscape (неизвестная женщина, ок. 1805, Фениморский музей);
- Moses Quinby (ок. 1810—1815, Боудин-колледж);
- Reverend Daniel Marrett, (1831, коллекция общества Historic New England/SPNEA).

## Выставки
- «A Deaf Artist in Early America: The Worlds of John Brewster Jr.,» Фениморский музей, с апреля по декабрь 2005; музей Флоренс Гризуолд, с 3 июня по 10 сентября 2006 года; частично — в Американском музее народного творчества[англ.], с октября 2006 по 7 января 2007.
- Наибольшее количество работ Джона Брюстера находится в Музее Сэко   (недоступная ссылка с 09-09-2013 [4330 дней] — история, копия) (англ. Saco Museum).